# Port lotniczy Malatya Erhaç
Port lotniczy Malatya Erhaç (IATA: MLX, ICAO: LTAT) – port lotniczy położony w Malatyi, w prowincji Malatya, w Turcji.

## Linie lotnicze i połączenia
| Linia Lotnicza   | Kierunek                                                 |
| ---------------- | -------------------------------------------------------- |
| AnadoluJet       | 1. Ankara 2. Stambuł-Sabiha Gökçen                       |
| Pegasus Airlines | 1. Stambuł-Sabiha Gökçen                                 |
| SunExpress       | 1. Izmir Sezonowo: 1. Antalya 2. Düsseldorf 3. Frankfurt |
| Turkish Airlines | 1. Stambuł                                               |